# Башкаленко Олександр Костянтинович
Олександр Костянтинович Башкаленко (нар. 16 травня 1961, місто Махачкала, тепер Республіка Дагестан, Російська Федерація) — український діяч, 1-й заступник голови Волинської обласної державної адміністрації (2010—2014 рр.), голова Волинської обласної державної адміністрації (2014 рік).

## Життєпис
Трудову діяльність розпочав у 1979 році курсантом Ризького вищого військово-політичного Червонопрапорного училища імені Маршала Радянського Союзу Бірюзова.
У 1984 році закінчив Ризьке вище військово-політичне Червонопрапорне училище імені Маршала Радянського Союзу Бірюзова та здобув кваліфікацію військового інженера-електрика.
У 1984—1986 роках — начальник відділення Збройних Сил Радянського Союзу. У 1986—1987 роках — заступник командира групи — старший інженер Збройних Сил Радянського Союзу. У 1987—1991 роках — командир групи Збройних Сил Радянського Союзу. У 1991—1992 роках — начальник штабу — заступник командира дивізіону Збройних Сил Радянського Союзу.
З 1992 року займався підприємницькою діяльністю. З 1992 по 1997 рік очолював мале підприємство «Літа», з 1997 по 2001 рік — ТзОВ «Стиль плюс». У 2001—2010 роках — директор ТзОВ «Екопрод». У жовтні 2008 року вступив у Партію регіонів.
Закінчив навчально-науковий центр післядипломної освіти Волинського національного університету імені Лесі Українки, здобув кваліфікацію юриста.
З березня 2010 року до 5 лютого 2014 року — 1-й заступник голови Волинської обласної державної адміністрації. Депутат Волинської обласної ради VI скликання (з листопада 2010 року). До 2015 року — голова Волинської обласної організації Партії регіонів.
5 лютого — 2 березня 2014 року — голова Волинської обласної державної адміністрації.
19 лютого 2014 року активісти Євромайдану зайняли приміщення Волинської обласної ради. Згодом вони захопили і приміщення УМВС у Волинській області, де перебував Олександр Башкаленко. 22 лютого 2014 року на сайті Волинського обласного осередку Партії регіонів з'явилася заява від Олександра Башкаленка про те, що осередок припиняє існування.
З 2015 року — голова Волинського обласного осередку «Опозиційного блоку».
У 2018 році заснував  компанію по постачанню енергоносіїв для населення  ТОВ «МЕГАВАТТ ЕНЕРГО».
Кандидат у народні депутати від партії «Опозиційна платформа — За життя» на парламентських виборах 2019 року, № 45 у списку.
З 2021 року займає керівну посаду у компанії ТОВ «НекстТрейд».
Одружений, має двох синів.

## Нагороди
- орден «За заслуги» ІІІ ступеня (22.01.2014)[4]